# San Esteban de Zapardiel
San Esteban de Zapardiel é um município da Espanha na província de Ávila, comunidade autónoma de Castela e Leão, de área 12,99 km² com população de 62 habitantes (2007) e densidade populacional de 4,71 hab/km².

## Demografia
| Variação demográfica do município entre 1991 e 2004 | Variação demográfica do município entre 1991 e 2004 | Variação demográfica do município entre 1991 e 2004 | Variação demográfica do município entre 1991 e 2004 |
| --------------------------------------------------- | --------------------------------------------------- | --------------------------------------------------- | --------------------------------------------------- |
| 1991                                                | 1996                                                | 2001                                                | 2004                                                |
| 100                                                 | 74                                                  | 65                                                  | 61                                                  |